# Mateusz Slaski

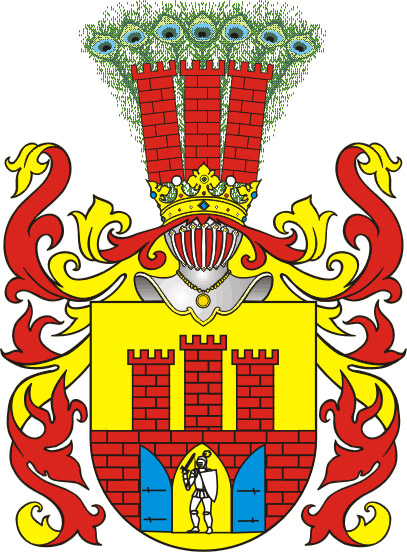
herb Slaskich „Grzymała”

Mateusz Slaski (ur. 16 września 1778 pod Radziwiłłowem na Podolu, zm. 24 kwietnia 1849 w Chełmnie) – polski działacz niepodległościowy, działacz społeczny, ziemianin, poseł.

## Życiorys
Urodził się w rodzinie Szlacheckiej herbu Grzymała. Był synem Mikołaja Slaskiego i Zuzanny z domu Kickiej oraz wnukiem po kądzieli wojewody ruskiego Jana Kickiego. Ród Slaskich miał swoje korzenie na Mazowszu, w XVII wieku przybyli Slascy na Podole. Mateusz Slaski przybył na Pomorze z Podola, w 1805 roku kupił majątek w Trzebczu Szlacheckim, a w 1806 roku ożenił się z Heleną Kruszyńską z Nawry.
Okazał się być dobrym gospodarzem powiększał swoje włości, w 1820 roku kupił majątek Kijewo, a później Nową Wieś pod Golubiem. W 1809 roku został wybrany posłem do sejmu Księstwa Warszawskiego. Podejmował się inicjatyw zmierzających do odrodzenia się Polaków, wspomagał młodzież z niezamożnych domów. W 1848 roku przewodniczył zebraniu, które inaugurowało prace Towarzystwa Pomocy Naukowej dla młodzieży Prus Zachodnich i pełnił w nim funkcje honorowego prezesa. Był też jednym z inicjatorów powołania Ligi Polskiej. W 1843 roku majątek w Trzebczu Szlacheckim przekazał synowi Ludwikowi Romualdowi Slaskiemu, sam przeniósł się do Chełmna. Zmarł w Chełmnie 24 kwietnia 1849 roku. Pochowano go w rodzinnym grobowcu w Trzebczu Szlacheckim.